# Liste des Premiers ministres du Bénin
Voici la liste des Premiers ministres du Bénin, depuis la création de ce poste le 22 mai 1959.

## Historique
Le régime politique issu de la conférence nationale des forces vives de la nation du 11 décembre 1990 est un régime présidentiel. Il ne prévoit donc pas le poste de Premier ministre. Le poste est extra-constitutionnel.
Saisi d'un recours contre la nomination d'Adrien Houngbédji par le président Mathieu Kérékou, la Cour constitutionnelle du Bénin a cependant jugé que « la création […] d'un poste de Premier ministre ne port[ait] pas atteinte au régime présidentiel » dans la mesure où le président de la République restait le chef du gouvernement et que le Premier ministre n'était chargé que de la coordination de l'action du gouvernement et des relations avec les institutions. La Cour concluant que le Premier ministre n'est « que le premier des ministres ». Il n'a donc pas les attributions d'un Premier ministre d'un régime parlementaire.

## Liste
| Colonie du Dahomey                           | Colonie du Dahomey | Colonie du Dahomey | Colonie du Dahomey                       | Colonie du Dahomey                       |
| Nom                                          | Début du mandat    | Fin du mandat      | Fonction                                 | Parti politique                          |
| -------------------------------------------- | ------------------ | ------------------ | ---------------------------------------- | ---------------------------------------- |
| Sourou Migan Apithy                          | 25 mai 1957        | 26 juillet 1958    | Vice-président du conseil gouvernemental | PRD puis PPD (à partir d'avril 1958)     |
| Sourou Migan Apithy                          | 26 juillet 1958    | 4 décembre 1958    | Président du conseil gouvernemental      | PPD                                      |
|                                              |                    |                    |                                          |                                          |
| République du Dahomey (avant l'indépendance) |                    |                    |                                          |                                          |
| Nom                                          | Début du mandat    | Fin du mandat      | Fonction                                 | Parti politique                          |
| Sourou Migan Apithy                          | 4 décembre 1958    | 22 mai 1959        | Président du gouvernement provisoire     | PPD puis PRD (à partir de 1959)          |
| Hubert Maga                                  | 22 mai 1959,       | 1er août 1960      | Premier ministre                         | RDD                                      |
|                                              |                    |                    |                                          |                                          |
| République du Dahomey (après l'indépendance) |                    |                    |                                          |                                          |
| Nom                                          | Début du mandat    | Fin du mandat      | Fonction                                 | Parti politique                          |
| Hubert Maga                                  | 1er août 1960      | 11 décembre 1960,  | Premier ministre                         | RDD puis PDU (à partir de novembre 1960) |
| Fonction abolie                              | 1960               | 1963               |                                          |                                          |
| Christophe Soglo                             | 28 octobre 1963    | 25 janvier 1964    | Chef du gouvernement provisoire          | Militaire                                |
| Justin Ahomadegbé                            | 25 janvier 1964    | 29 novembre 1965   | Premier ministre                         | PDD                                      |
| Christophe Soglo                             | 29 novembre 1965   | 21 décembre 1967   | Premier ministre                         | Militaire                                |
| Maurice Kouandété                            | 21 décembre 1967   | 17 juillet 1968    | Premier ministre                         | Militaire                                |
| Fonction abolie                              | 1968               | 1990               |                                          |                                          |
|                                              |                    |                    |                                          |                                          |
| République du Bénin                          |                    |                    |                                          |                                          |
| Nom                                          | Début du mandat    | Fin du mandat      | Fonction                                 | Parti politique                          |
| Nicéphore Soglo                              | 12 mars 1990       | 4 avril 1991       | Premier ministre                         | Indépendant                              |
| Poste non pourvu                             | 1991               | 1996               |                                          |                                          |
| Adrien Houngbédji                            | 9 avril 1996       | 14 avril 1998      | Premier ministre                         | PRD                                      |
| Poste non pourvu                             | 1998               | 2011               |                                          |                                          |
| Pascal Koupaki                               | 28 mai 2011        | 8 août 2013        | Premier ministre                         | FCBE                                     |
| Poste non pourvu                             | 8 août 2013        | 18 juin 2015       |                                          |                                          |
| Lionel Zinsou                                | 18 juin 2015       | 6 avril 2016       | Premier ministre                         | Indépendant                              |
| Poste non pourvu                             | 6 avril 2016       | –                  |                                          |                                          |